# Zsolt Deáky
Zsolt Deáky (Boedapest, 9 oktober 1933 - Neurenberg, 11 december 2016) was een Hongaars dirigent die een aantal jaren werkzaam was in Nederland, onder andere als dirigent van het Frysk Orkest.

## Biografie
Hij is zoon van Edith Deáky en Zsigmond Deáky. Zijn vader was ingenieur met als hobby vioolspel. Hij trouwde met journaliste Ute Schlothauer (Recklinghauser Zeitung). Hun zoon Fajsz Deáky werd journalist/redacteur bij een Duitse krant maar is tevens musicus.
Zijn middelbare schoolopleiding zou hebben plaatsgevonden aan het plaatselijk gymnasium. Tijdens de Hongaarse Opstand in 1956 vluchtte hij naar West-Europa.
Hij kreeg zijn opleiding aan het Conservatorium van Boedapest en Conservatorio Giuseppe Verdi Milaan. Hij studeerde er voornamelijk cello (1956-1962); speelde in het Philharmonia Hungerica, een orkest samengesteld uit vluchtelingen. Tussen 1962 en 1966 studeerde hij directie bij Hans Swarowsky aan de Universität für Musik und darstellende Kunst Wien in Wenen en studeerde er af als koordirigent; speelde ook wel in het Wiener Philharmoniker. Bijscholing vond nog plaats tijdens internationale zomercursussen in Salzburg en Nice. Alles leidde tot het winnaarschap van een dirigentenconcours in Florence.
Hij stond in eerste instantie voor de wat minder bekende symfonieorkesten in Europa en de Verenigde Staten. Voor de jaren tachtig had hij ook voor gerenommeerde orkesten gestaan als de Wiener Symphoniker, Royal Philharmonic Orchestra, Los Angeles Philharmonic Orchestra en Wiener Tonkünstler  In de jaren zeventig dook zijn naam op in de Nederlandse noordelijke provincies Friesland en Groningen. Hij verving in Friesland bij het Frysk Orkest en in Groningen bij het Noordelijk Filharmonisch Orkest dirigenten die om wat voor reden dan ook het desbetreffend concert niet te kunnen leiden. Hij werd na het vertrek van Alfred Salten en Libor Pešek een van de vaste gastdirigenten waarmee het orkest werkte. 
Die situatie duurde tot 1979, toen Deáky werd benoemd tot chef-dirigent van het Frysk Orkest. Deáky wilde net als het orkest meer structuur in de concerten en orkest brengen, dat was enigszins verloren gegaan tijdens het regime van alleen gastdirigenten. Hij werd gecontracteerd voor een periode van drie jaar. In die jaren kreeg hij twee assistenten bij zich, Roelof van Driesten en Vladimír Válek. Het trio wilde met name de klankkeur van het orkest naar een hoger niveau tillen. Hij zou er langer blijven, tot en met seizoen 1982/1983. Gedurende die jaren in Friesland, viel hij regelmatig in voor de vaste (gast)dirigenten van zowel het Frysk Orkest als het Noordelijk Filharmonisch Orkest in Groningen. Daarna volgde na een "vastgelopen werkrelatie" weer een periode met alleen gastdirigenten. Hij ging op 63-jarige leeftijd met VUT, maar hij bleef wel dirigeren, zoals in de jaren negentig het Nürnberger Symphoniker. 
Ondertussen gaf hij directielessen aan het Conservatorium van Groningen, waarbij hij soms nieuwe lesmethoden integreerde. Tijdens die periode lette hij ook op de verbetering van de houding van dirigenten; zodat zij na het dirigeren van langere werken minder last zouden krijgen/hebben van de schouders. hij stond er ook voor het leerlingenorkest tot de jaren negentig. Daarna verdween hij uit de Nederlandse muziekwereld.
In 2001 vestigde het echtpaar zich in Neurenberg.
- Gemeinsame Normdatei: 131526596
- International Standard Name Identifier: 0000 0004 5613 3291
- Library of Congress Control Number: n82078499
- MusicBrainz: 614ccf88-394c-40ad-a8cf-06ab76a8efa7
- Nationale Bibliotheek van Israël: 987007329175805171
- Système universitaire de documentation: 237751186
- Virtual International Authority File: 311810542